# Hannah Stockbauer
Hannah Stockbauer, née le 7 janvier 1982 à Nuremberg, est une nageuse allemande spécialiste des courses de demi-fond en nage libre. 

## Biographie
Aux championnats du monde 2003 de Barcelone, elle réalise un triplé 400-800-1 500 m nage libre. Cette performance lui permet d'être désignée nageuse de ces mondiaux par la FINA puis nageuse de l'année par le mensuel américain Swimming World Magazine. L'année suivante, elle remporte la médaille de bronze avec le relais allemand 4 × 200 m nage libre (avec Franziska van Almsick, Antje Buschschulte et Petra Dallmann). Au niveau européen, elle a remporté trois médailles d'or dont une en individuelle.

## Palmarès

### Jeux olympiques
- Jeux olympiques de 2004 à Athènes (Grèce) :
  -  Médaille de bronze avec le relais allemand 4 × 200 m nage libre.

### Championnats du monde
- Championnats du monde 2001 à Fukuoka (Japon) :
  -  Médaille d'or sur 800 m nage libre (8 min 24 s 66).
  -  Médaille d'or sur 1 500 m nage libre (16 min 1 s 02).
  -  Médaille d'argent avec le relais allemand 4 × 200 m nage libre (8 min 1 s 35).
  -  Médaille de bronze sur 400 m nage libre (4 min 9 s 36).
- Championnats du monde 2003 à Barcelone (Espagne) :
  -  Médaille d'or sur 400 m nage libre (4 min 6 s 75).
  -  Médaille d'or sur 800 m nage libre (8 min 23 s 66).
  -  Médaille d'or sur 1 500 m nage libre (16 min 0 s 18).

### Championnats d'Europe
- Championnats d'Europe 1999 à Istanbul (Turquie) :
  -  Médaille d'or sur 800 m nage libre.
  -  Médaille d'or avec le relais allemand 4 × 200 m nage libre.
- Championnats d'Europe 2002 à Berlin (Allemagne) :
  -  Médaille d'or avec le relais allemand 4 × 200 m nage libre.
  -  Médaille de bronze sur 800 m nage libre.